# Simias concolor
Il rinopiteco di Pagai o scimmia concolore (Simias concolor Miller, 1903) è una grossa scimmia del Vecchio Mondo di corporatura piuttosto massiccia, con lunghe braccia atte all'arrampicata. È l'unica specie del genere Simias.

## Descrizione
Il suo pelo è marrone-nero e anche la zona nuda sulla faccia è nera. È l'unica scimmia nella sottofamiglia Colobinae ad avere una coda relativamente corta; la coda non è ricoperta interamente da pelo ed è lunga solo 15 cm. Il corto naso è appuntito all'insù. Il rinopiteco di Pagai raggiunge una lunghezza approssimativa di 50 cm e un peso di 7 kg.

## Biologia
È un abitante della foresta pluviale, diurno e arboricolo, che scende raramente sul suolo.
Vive in piccoli gruppi (da 2 a 5 esemplari), che consistono di un maschio, di una o più femmine e dei loro piccoli. La stagione riproduttiva va da giugno a luglio.
La sua dieta consiste principalmente di foglie e, in minor misura, di frutta e bacche.

## Distribuzione e habitat
Questo primate vive solamente sulle isole Mentawai (Sumatra occidentale, Indonesia), a Siberut e sulle isole meridionali di Sipora, Pagai del nord e Pagai del sud. Due di queste isole, Pagai del Nord e del Sud, costituiscono il suo areale principale.

## Tassonomia
Comprende le seguenti sottospecie:
- Simias concolor concolor
- Simias concolor siberu